# 扎什科維奇 (利沃夫區)
49°40′59″N 23°39′40″E / 49.68306°N 23.66111°E
扎什科維奇（烏克蘭語：Зашковичі），是烏克蘭西部的村莊，隸屬利維夫州的利維夫區。該村始建於1571年，面積2.14平方公里，海拔高度270米，2016年人口295，人口密度每平方公里257.94人。